# 皮斯卡塔霍格河

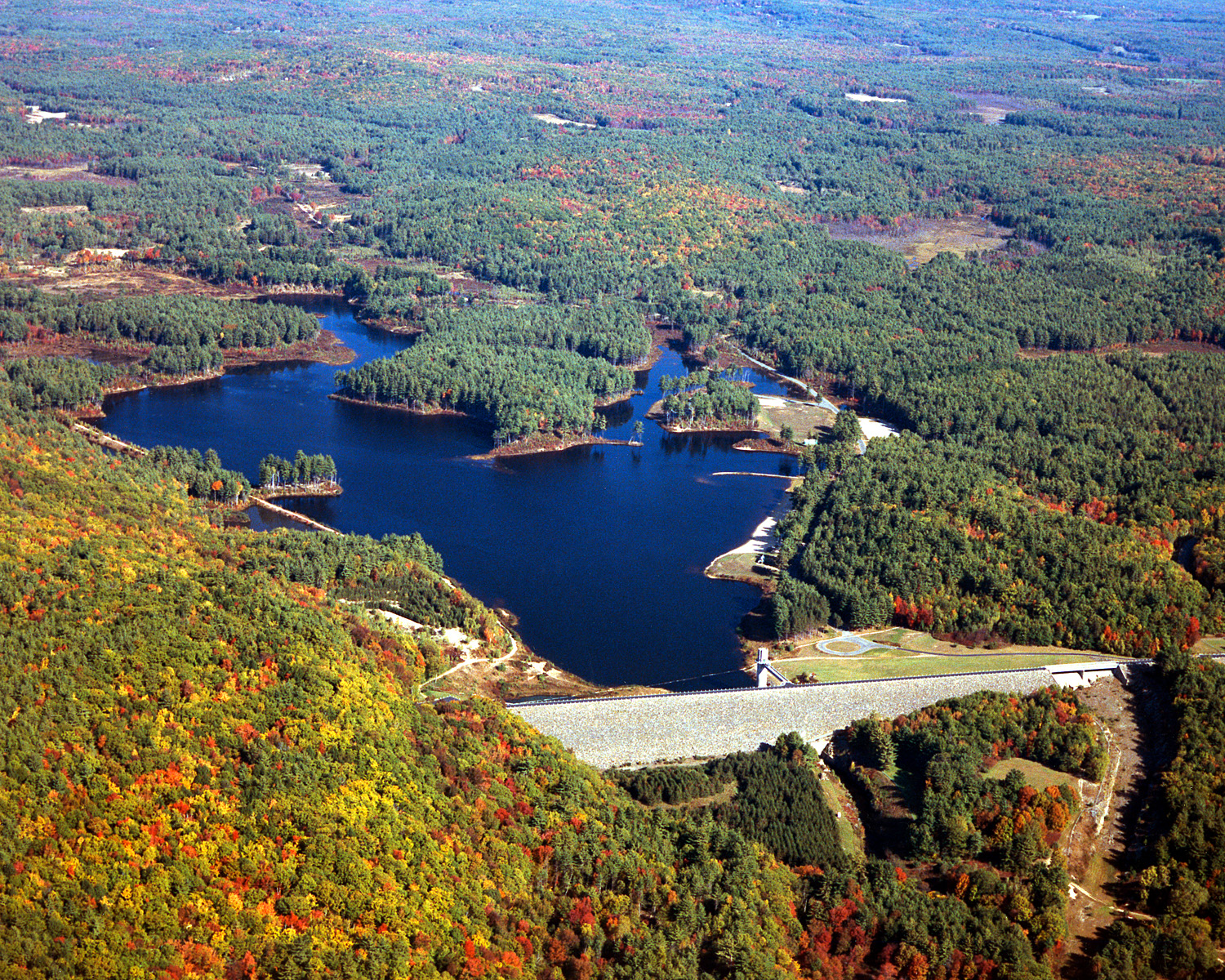
Everett Lake and Dam on the Piscataquog River in Merrimack County

皮斯卡塔霍格河（英語：Piscataquog River）是美国新罕布什尔州的一条河流，长约34.7-英里（55.8-），是梅里马克河的一条支流，最终注入缅因湾。